# William Frederick Wells
William Frederick Wells (Londres, 1762 - Mitcham, Surrey, 10 de noviembre de 1836) fue un acuarelista y grabador británico, fundador de la Society of Painters in Watercolours. 

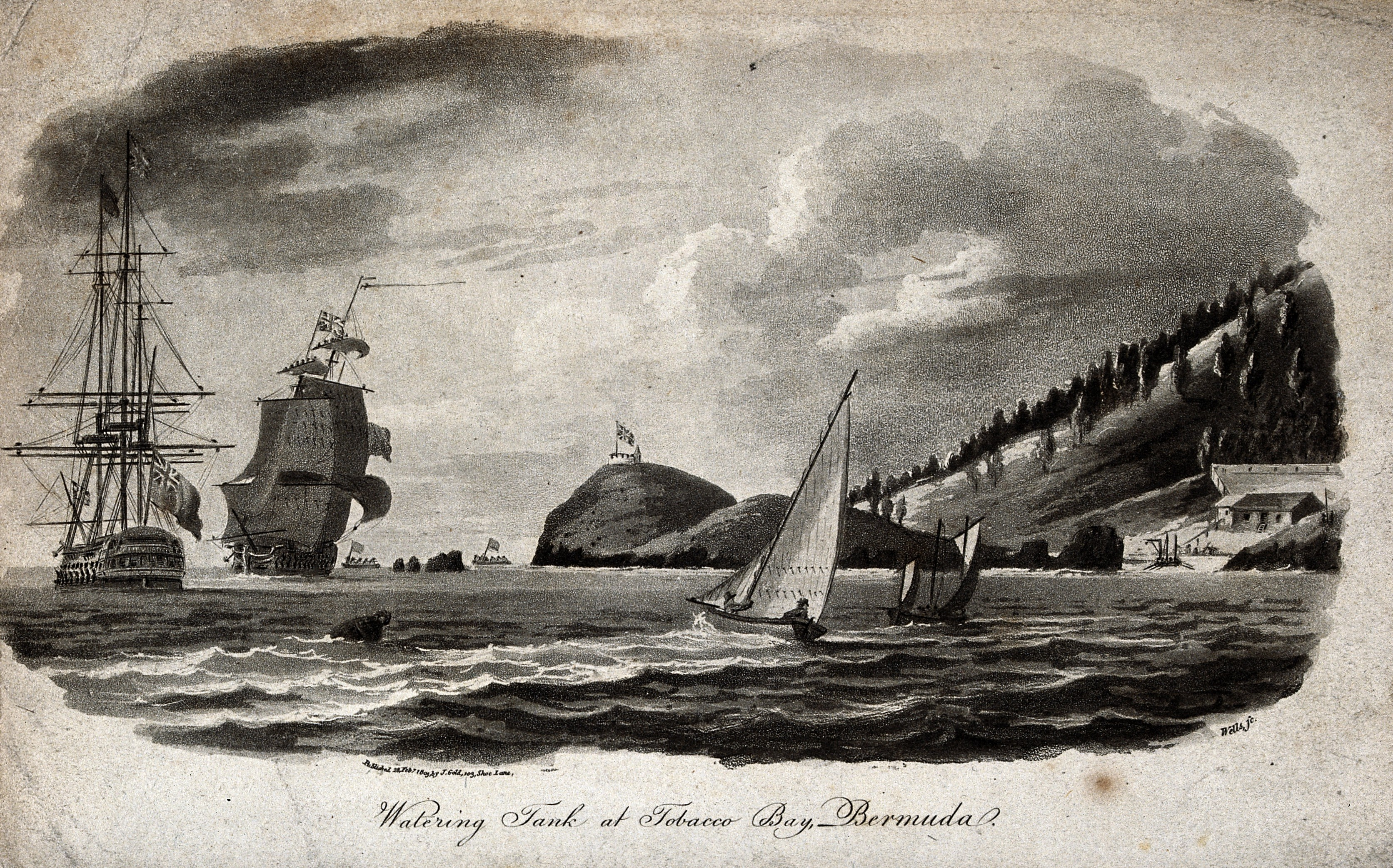
Tanque de riego en la Bahía de Tabaco, Bermudas

Estudió en Londres con John James Barralet (1747-1815). Quejoso con el trato que la Royal Academy concedía a la acuarela, fundó el 20 de noviembre de 1804 una sociedad independiente de acuarelistas que se reunía en el Stratford Coffee House de Oxford Street, en Londres. Fue presidente de esta asociación, originalmente llamada Society of Painters in Watercolours (hoy, Royal Watercolour Society), entre 1806 y 1807. Fue amigo íntimo del pintor Turner
Wells viajó mucho y pintó por Inglaterra y Europa, en especial en Noruega y Suecia. Su obra se expuso anualmente en la Royal Academy entre 1795 y 1813. Durante más de veinte años, fue profesor de dibujo en la Academia Militar Addiscombe para los oficiales de la Compañía Británica de las Indias Orientales. Se retiró a Mitcham, Surrey, donde murió en 1836.